# Hisao Tani
Hisao Tani 谷 寿 夫 (Tani Hisao?) (Okayama, 22 dicembre 1882 – Nanchino, 26 aprile 1947) è stato un generale giapponese.
Fu tenente generale dell'esercito imperiale giapponese durante la seconda guerra sino-giapponese e fu coinvolto nel massacro di Nanchino, crimine per il quale venne condannato a morte tramite fucilazione.

## Biografia
Tani è stato riconosciuto colpevole di aver istigato, ispirato e incoraggiato gli uomini sotto il suo comando a compiere massacri generali di prigionieri di guerra e civili e a perpetrare crimini come stupro, saccheggio e distruzione gratuita di proprietà, durante la battaglia di Shanghai, la battaglia di Nanchino e il successivo massacro. Fu giustiziato per i suoi crimini il 26 aprile 1947 nella stessa città che aveva invaso.